# Xã Humboldt, Quận Clay, Minnesota
Xã Humboldt (tiếng Anh: Humboldt Township) là một xã thuộc quận Clay, tiểu bang Minnesota, Hoa Kỳ. Năm 2010, dân số của xã này là 275 người.